# 長岡震災アーカイブセンター きおくみらい
長岡震災アーカイブセンター きおくみらい (ながおかしんさいアーカイブセンター きおくみらい) は、新潟県長岡市にある震災メモリアル施設。2004年に発生した新潟県中越地震の資料等を集積した、災害や防災に関する啓発施設であり、小千谷市と長岡市の4施設と3つのメモリアルパークを結ぶ「中越メモリアル回廊」の1施設である。2011年10月22日に開館した。

## 情報
- 所在地：〒940-0062 長岡市大手通2-6 フェニックス大手イースト2階[4]
- 料金：無料
- 開館時間：午前10時～午後6時
- 休館日：土曜・日曜・祝日・年末年始[5]
- 施設・展示物など
  - 震災マップ（約100m2）
  - 図書スペース
  - シアター（定員17人）
  - 多目的ホール（定員80人）

## 交通アクセス
- 大手通り沿いに立地する。長岡駅大手口より徒歩約5分。